# Vrba-Wetzlerrapporten

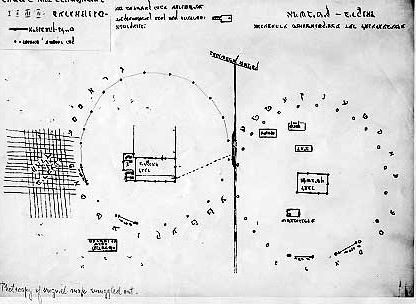
Karta ur Vrba-Wetzlerrapporten över "Stora bevakningszonen för lägren Auschwitz och Birkenau". Texten är på hebreiska.

Vrba-Wetzlerrapporten är en vittnesberättelse från utrotningslägret Auschwitz-Birkenau som nedtecknades i april 1944.  Den fick stort genomslag, som den första otvetydiga dokumentationen utanför Tyskland - och utanför de allierades underrättelsetjänster och centrala regeringsorgan - om den pågående Förintelsen.

## Auschwitzprotokollen
Auschwitzprotokollen, eller Auschwitzprotokollet, är en sammanfattande benämning på tre vittnesberättelser från utrotningslägret Auschwitz från 1943 och 1944, varav Vrba-Wetzlerrapporten är den mest kända. Oftast är det Vrba-Wetzlerrapporten som avses, när det talas om Auschwitzprotokollen.
De tre rapporterna är:
- Rudolf Vrbas och Alfréd Wetzlers rapport från april 1944
- vittnesmål av Arnost Rosin och Czesław Mordowicz från maj 1944
- vittnesmål av den polske officeren i motståndsrörelsen Witold Pilecki om sin vistelse i Auschwitz 1940–1943, sänd till brittiska underrättelsetjänsten i augusti 1943

## Vrba-Wetzlerrapportens tillkomst
Vrba-Wrzlerrapporten skrev ned för hand i Slovakien av två slovakiska fångar, Rudolf Vrba och Alfréd Wetzler, vilka lyckats rymma från koncentrationslägret Auschwitz-Birkenau den 10 april 1944. De kom till Žilina i dåvarande Slovakiska republiken och satte sig i kontakt med Judiska rådet (Judenrat) i Bratislava. Där sammanställdes en detaljerad rapport på 32 sidor om det systematiska massmördandet i Auschwitz och om de förberedelser som gjordes för de ungerska judarnas förintelse. Två andra rymlingar, Arnost Rosin och Czeslaw Mordovitz, lyckades senare nå den slovakiska gränsen och kunde bekräfta uppgifterna av Vrba och Wetzler i en separat rapport. Den ungerske sionistledaren Rudolf Kastner fick rapporten den 28 april, men han och hans kommitté – som förhandlade med nazisterna om ett upphörande av deportationerna i Ungern – bestämde sig för att inte offentliggöra rapporten med motivet att inte äventyra en möjlig överenskommelse.
Den 8 juni 1944 lämnades båda gruppernas vittnesmål till Filip von Freudiger, ledaren för den judisk-ortodoxa församlingen och medlem av Judiska Rådet i Budapest. Han lät dessa rapporter komma till de ungerska myndigheternas kännedom.
Vrba-Wetzlerrapporten upptar i sin svenska översättning 34 tryckta boksidor.

## Sveriges reaktion på rapporten
Exekutivkommittén för Juderådet i Budapest överlämnade de s.k. "Auschwitzrapporterna" på tyska till Valdemar Langlet för vidare befordran till den svenska legationen i juni 1944, som i sin tur skickade dem till utrikesdepartementet i Stockholm. Auschwitzrapporterna från Juderådet i Budapest bestod av fyra dokument på tyska:
- Redogörelse för häktningar och deportationer av Ungerns judar, författad av Juderådet i Budapest
- "Auschwitzprotokollet", det vill säga Vrba-Wetzlerrapporten i fulltextformat
- Juderådets i Budapest sammanfattning av Vrba-Wetzlerrapporten
- En berättelse från en kvinna som deporterats från Szolyva i Ungern 17 april 1944 och som flytt från Auschwitz

Dokumenten ledde till ett brev från kung Gustaf V till den ungerske riksföreståndaren Miklós Horthy den 30 juni 1944, vilket i chiffertelegram översändes till legationen i Budapest. 
.
| ”                                                     | Efter att ha erhållit kännedom om de utomordentligt hårda metoder, som Eder regering tillgripit gentemot den judiska befolkningen i Ungern tillåter jag mig att vända mig personligen till Eders Höghet för att i mänsklighetens namn be Eder att vidta åtgärder för att rädda dem, som ännu återstår att rädda av detta olyckliga folk. | „ |
| – Ur brev från Gustaf V till Miklós Horthy 1944-06-30 | |   |

Reaktioner hade också getts till Horthy från Internationella Röda Korset, kristna kyrkor och USA. I slutet av juni vidare den schweiziska legationen en varning från den amerikanska regeringen mot att fortsätta deportationerna med beskedet att "därest dessa ej omedelbart inställdes, hota[de]s med svåraste repressalier".
Statschefen Horthy svarade den svenske kungen den 12 juli och det anses att han ingripit och tills vidare lyckats förhindra en fortsatt deportering från Budapest. Senare under hösten återupptogs dock terrorn igen i samband med att de ungerska nazisterna (pilkorsarna) tog makten i landet i mitten av oktober.

## Rapportens spridning till allmänheten
Uppgifter från rapporten spreds till allmänheten den 15 juni 1944 i radiosändningar från BBC. Den 20 juni publicerade New York Times den första i en serie om tre artiklar om dödslägren i Auschwirz och Birkenau baserade på rapporten. Själva rapporten fick full spridning först när den publicerades i sin helhet på engelska med de övriga rapporterna i Auschwitzprotokollen den 26 november 1944 av War Refugee Board under titeln German Extermination Camps — Auschwitz and Birkenau